# Хулій Хурина (герой п'єси)
Хулій Хурина — міфічний закулісний персонаж однойменної п'єси Миколи Гуровича Куліша (1926), п'єси що явила собою сатиру на партійно-радянський апарат в Україні та стала причиною подальшої опали письменника та переслідування радянською владою.

## Сюжет
Сюжет п'єси розгортається навколо святкування чергової дати Жовтневої революції та заходів із ним пов'язаних. Революційних героїв, тобто тих, на прикладі яких пізніше вчили радянську молодь, таких як Матрос Желєзняк, Комісар Котовський, «Червоний командир» Кіквідзе та інших, на той час ще просто не було, — це вже потім про них стали мільйонними накладами друкувати книжки та знімати героїчні кінострічки, давати назви вулицям та населеним пунктам, а тоді про них майже ніхто навіть не знав, — тому героїв треба було терміново «створити»…
Задля підготовки до ювілею, радянськими партійними функціонерами розпочинаються активні пошуки могили революційного героя й вчителя Хулія Хурини задля його подальшого ушанування. Всі заходи було спрямовано на пошуки гіпотетичної могили, якої могло й не бути та, що найважливіше для самих розшукувачів, не повинно було бути взагалі. Втім, наперекір здоровому глузду, пошук все одно відбувався.
Заходи радянських культпросвітницьких працівників являють собою щось на кшталт сучасних сумнозвісних PR-технологій, але викладені на тодішній лад, коли сучасні технології «розкрутки продукту» за допомогою ЗМІ та телебачення ще були недоступні та навіть невідомі, але сама тенденція «створювання героїв» вже існувала та набирала обертів.

## Опис персонажа
Хулій Хурина (насправді — «Хуліо Хуреніто», персонаж однойменного роману Іллі Еренбурга) — нібито видатний іспанський революціонер, що зі зброєю в руках стояв за світле майбутнє трудящого люду та впав смертю хоробрих в нерівній боротьбі з «контрою» світової революції, кінчивши свої героїчні дні десь на території Радянської України.

## Історія театральної постанови
27 вересня 1926 року, Вища науково-репертуарна рада при відділі мистецтв Головполітпросвіту Народного комісаріату освіти УРСР дозволила «комедійку» Миколи Куліша «Хулій Хурина» до постановки «за літером А», тобто для всіх театрів Радянського Союзу, — що дає підстави вважати, що рецензенти та державні цензори її навіть не читали. Втім, через кілька місяців після успіху п'єси на сцені різних театрів цензура схаменулася — прийняте раніше рішення було визнано політично помилковим та вже 27 лютого 1927 року постановою Головного комітету з контролю за репертуаром при Головліті СРСР п'єса була заборонена, оскільки являла собою, як відзначав політичний редактор, «найчистіший пасквіль на партійно-радянський апарат на Україні» і «сатиру без найменшого просвіту», у якій «Радянська Україна представлена цілковитим будинком для божевільних». Втім, на той час нічого не підозрюючи, Куліш вже встиг видати свою п'єсу окремою брошурою, прем'єра цієї «побутової комедії-сатири», або, як її ще називали, «плітки у вісьмох картинах» пройшла в Новому Київському театрі, її включив до своїх репертуарних планів ряд колективів, серед інших Московський театр сатири й харківський «Березіль». Є також підстави вважати, що у Харкові спектакль був завершений Лесем Курбасом і показаний для колег на закритому перегляді.
Найцікавішим фактом постало те, що опала Куліша почалася одразу ж після гучного успіху його попереднього твору, п'єси «97», що зробила його загально відомим в Радянському Союзі драматургом, та була підтримана тими самими театральними критиками, що дали схвальні рецензії п'єсі «97».

## Критика
Окремої уваги заслуговують епітети, якими радянська критика пост-фактум охрестила п'єсу. Так, наприклад, офіційний друкований орган спілки письменників Української РСР, журнал «Радуга», в особі члена редакційної колегії, пана Іосифа Кісельова, у 1961 році, тобто через тридцять п'ять років після виходу п'єси з-під пера Миколи Куліша, пише наступне:
| Ліві лапки | П’єса «Хулій Хурина», при всіх своїх драматургічних перевагах, несе в собі сліди лівацького невір’я та капітулянтства, які поширювалися в хів-левістських колах. А до них, як відомо, у свій час, був близький і М. Кулиш Оригінальний текст (рос.) Пьеса «Хулий Хурина», при всех своих драматургических достоинствах, несет в себе следы левацкого неверия и капитулянтства, которые распространялись в хив-левистских кругах. А к ним, как известно, был одно время близок и М. Кулиш | Праві лапки |

## В теперішній час
Сьогодні саму п'єсу, та її творчо переопрацьовані версії, такі як наприклад «Хулія славлю!», ставлять у багатьох театрах України.